# Мерра

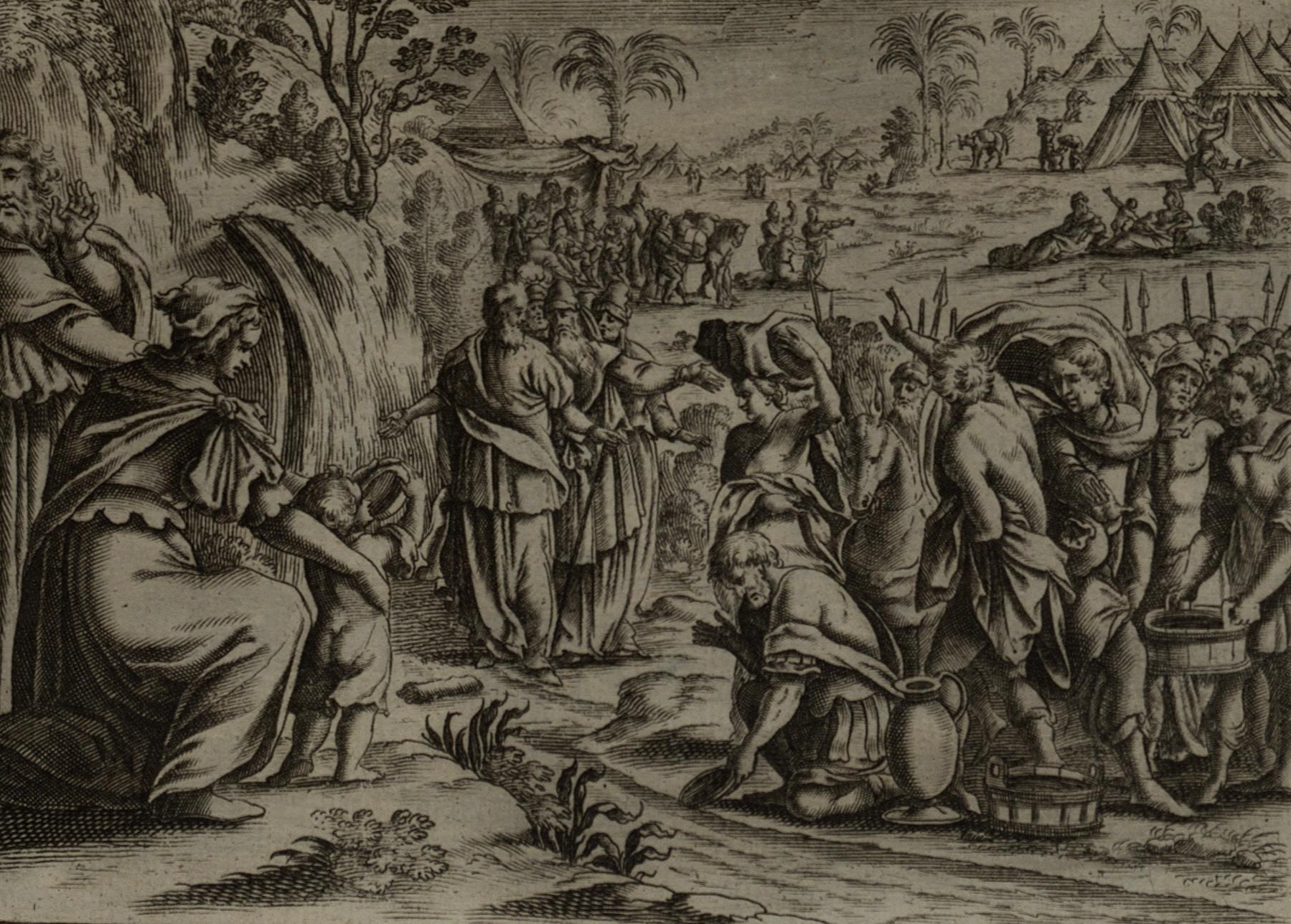
Гравюра «Вода Мерры», 1670.

М’ерра (ивр. מָרָה‎ — «горечь») — один из станов израильтян в пустыне (Исх. 15:23, Чис. 33:8-9).
«Пришли в Мерру — и не могли пить воды в Мерре, ибо она была горька, почему и наречено тому [месту] имя: Мерра» (Исх. 15:23). Моисей бросил в неё показанное ему Господом дерево и вода сделалась сладкою (Исх. 15:25).

## Локализации
- Исследователи считают[1], что это место находится возле Аин-Хаувара, в 75 км южнее Суэца, на восточном берегу Суэцкого залива, в нескольких километрах от берега. Есть и другая версия расположения[2]:

Прежде чем добраться до Мерры («горькая»), израильтяне три дня шли по пустыне. Если они перешли границу у озера Бала, то оказались бы в местности, известной ныне под названием «Горькие озера». Если они начали свой путь южнее, Мерру можно отождествить с оазисом Вир-Мара (Bir Marah), где вода отличается солоноватым привкусом из-за большого содержания минеральных солей.
Комментаторы ссылаются на местные предания о произрастающем в этом регионе колючем кустарнике, способном поглощать соли, однако никаких научных изысканий для подтверждения существования его не проводилось. Плиний писал, что нейтрализовать соленый привкус воды могла некая разновидность ячменя.
- Айюн-Гавара, примерно в 70 км от Айюн-Муса, где имеются 12 источников, частью со сладкой, частью с соленой водой[3][4]. Минеральный источник Говар, на пути от Апюн-Муза к Синаю, с неприятною горько-соленою водою, которую не употребляют для питья даже бедуины[5]. Эта местность называется по-разному в разных источниках: Айюн-Муса[3], Апюн-Муза[5], Аюн Муса[4] «В Вар 3:28 под Меррою разумеется бесплодная и Аравийская страна и город Морана»[5].
- Вади Хуара (Hawara), где имеется источник горько-соленой воды. Буркгардт полагает, что ветка, которой Моисей лишил воду горечи, было растущее в Вади Хуара колючее растение селитрянка (Peganum retusum), ягоды которого имеют свойство уничтожать горечь[4].